# Степь (повесть)
«Степь. Исто́рия одно́й пое́здки» — повесть Антона Павловича Чехова, написанная в 1888 году по впечатлениям автора от поездки по Приазовью весной 1887 года; брат писателя Александр называл эту вещь автобиографической. Повесть была впервые опубликована в журнале «Северный вестник», 1888, № 3 (разрешена цензурой 25 февраля), стр. 75—167.

## История написания
А. П. Чехов работал над повестью «Степь» немногим более месяца: с начала января (или конца декабря 1887 года) по 2 февраля 1888 года.
Первым упоминанием о начале его работы над повестью стало письмо к И. Л. Леонтьеву (Ивану Щеглову) от 1 января 1888 года: «Передайте добрейшему А. Н. Плещееву, что я начал <…> для „Северного вестника“ <…> степной рассказ».
Побудительным мотивом к написанию повести, по-видимому, стала просьба Н. К. Михайловского, переданная Чехову В. Г. Короленко ещё в декабре 1887 года, о написании для «Северного вестника» большой повести. В письме к Короленко от 9 января 1888 года Чехов указывал, что «Степь» была начата с его дружеского совета. Сам Короленко позднее делился воспоминаниями: «Когда в Петербурге я рассказал в кружке „Северного вестника“ о своём посещении Чехова и о впечатлении, которое он на меня произвёл, — это вызвало много разговоров <…> „Северный вестник“ Михайловского хотел бы видеть Чехова в своей среде, и мне пришлось выслушать упрёк, что во время своего посещения я <…> не позаботился о приглашении Чехова как сотрудника. В следующее своё посещение я уже заговорил с Чеховым об этом „деле“, но ещё раньше меня говорил с ним о том же А. Н. Плещеев <…> Мы условились встретиться в Петербурге в редакции „Осколков“ <…> Через некоторое время первый журнальный рассказ А. П. Чехова был написан. Назывался он „Степь“».
В основу «Степи» легли впечатления писателя от поездки по Приазовью весной 1887 года, во время которой он побывал в Таганроге, Новочеркасске, Рагозиной балке, Луганске, Святых горах и которая оживила поэтические воспоминания детства и юности Чехова. 9 января 1888 года он писал Короленко: «Для почина взялся описать степь, степных людей и то, что я пережил в степи. Тема хорошая, пишется весело, но, к несчастью, от непривычки писать длинно, от страха написать лишнее я впадаю в крайность: каждая страница выходит компактной, как маленький рассказ, картины громоздятся, теснятся и, заслоняя друг друга, губят общее впечатление. В результате получается не картина, в которой все частности, как звёзды на небе, слились в одно общее, а конспект, сухой перечень впечатлений».
3 февраля 1888 года в письме к Плещееву Чехов сообщил о завершении работы над повестью: «„Степь“ кончена и посылается». Повесть была написана на отдельных страничках в четвёртую долю листа, сшитых тетрадью. Посылая законченную рукопись повести Плещееву, в письме Чехов просил: «Похлопочите, чтобы моя „Степь“ вся целиком вошла в один номер, ибо дробить её невозможно, в чём Вы сами убедитесь по прочтении».

## Сюжет
По сюжету повести дядя Иван Иванович везёт своего малолетнего племянника Егорушку учиться в гимназию. Их сопровождает добрый, но практичный священник, настоятель местной церкви Христофор (Сирийский). Племянник грустен оттого, что покинул родной дом. По дороге он встречает много новых людей, включая красивую графиню Драницкую, обозчиков, семейство евреев, богатого купца Варламова. В путешествии мальчику открывается красота и мощь степных просторов. 
Автор увлечённо описывает степные пейзажи. В письме Д. В. Григоровичу Чехов выражал надежду, что «повестушка <…> раскроет глаза моим сверстникам и покажет им, какое богатство, какие залежи красоты остаются пока еще нетронутыми и как ещё не тесно русскому художнику».

## Персонажи
- Иван Иванович Кузьмичёв — купец, по характеру сух и деловит.
- отец Христофор Сирийский («маленький длинноволосый старичок») — настоятель N-ской церкви
- мальчик Егорушка (Егор Николаевич Князев) — девяти лет, послан матерью, Ольгой Ивановной, вдовой коллежского секретаря и родной сестрой Кузьмичёва, поступать в гимназию
- Дениска — кучер
- Семён Александрович Варламов — пожилой купец, деловой и властный
- Моисей Моисеич — еврей, хозяин постоялого двора, постоянно лебезящий перед клиентами.
- Соломон — брат Моисей Моисеича
- графиня Драницкая — красивая, благородная, богатая женщина, которую, как говорит Кузьмичёв, «обирает» какой-то поляк Казимир Михайлыч («…молодая да глупая. В голове ветер так и ходит»)
- Пантелей Захарович Холодов — обозчик, старообрядец, он ест отдельно от всех кипарисовой ложкой с крестиком на черенке и пьёт воду из лампадки, рассказывает страшные придуманные и непридуманные истории
- Емельян — обозчик, бывший певчий, который простудился во время купания в Донце и не может больше петь
- Николай Дымов — обозчик, молодой неженатый парень, который от скуки не знает, куда себя девать
- Вася — обозчик, бывший рабочий спичечной фабрики; обладает острым зрением; имеет распухший красный подбородок (следствие работы с токсичными веществами)
- Кирюха — обозчик, простой мужик
- Константин Звонык, хохол, который пришел к костру обозчиков и рассказывает историю своей счастливой женитьбы.
- Настасья Петровна Тоскунова — подруга молодости Егорушкиной матери; у неё Иван Иванович и отец Христофор оставляют жить Егорушку

## Приём публикой
Именно эта повесть принесла молодому писателю первое признание, став его дебютом в «большой литературе». Автор сообщал родственникам о реакции знакомых литераторов: «Первым прочёл Суворин и забыл выпить чашку чаю. При мне Анна Ивановна меняла её три раза. Увлёкся старичина. Петерсен ходит на голове от восторга». В. П. Буренин увидел в повести прямое продолжение традиций Тургенева и Толстого. Д. Мирский считал «Степь» центральным произведением второго периода чеховского творчества, когда вместо крохотных рассказов он стал писать длинные повести для «толстых» журналов:

В ней нет замечательной архитектуры ранних рассказов — это лирическая поэма, но поэма, сделанная из материала банальной, скучной и сумеречной жизни. Длинное, монотонное, бессобытийное путешествие мальчика по бесконечной степи от родной деревни до далёкого города растягивается на сто страниц, превращаясь в тоскливую, мелодичную и скучную колыбельную.
В своей массе журнальные критики не смогли оценить художественного новаторства Чехова. Автора упрекали в безыдейности и бессобытийности, в упоении мелочами быта, которые тормозят повествование и делают из повести произведение по преимуществу этнографическое. Для своего собрания сочинений Чехов значительно переработал изначальный текст повести.

## Экранизации
- 1962 — Степь / La steppa (Италия, Франция, Югославия), (режиссер Альберто Латтуада)
- 1977 — Степь (СССР), режиссёр Сергей Бондарчук
- 1982 — Степь / La steppe (Франция), телефильм, режиссёр Жан-Жак Горон[фр.]. В ролях: Дора Долл — Маша